# Aumetz
Aumetz [omɛs] est une commune française située dans le département de la Moselle, en région Grand Est.
Ses habitants sont appelés les Aumessois en français et les Aalmeter en platt.
Le municipalité fut surtout réputée pour sa mine d'extraction de minerai de fer, qui fonctionna de 1900 à 1983.

## Géographie
Aumetz se situe à l’extrémité orientale du plateau des Pays-Haut, à une altitude comprise entre 350 et plus de 400 mètres.La commune revêt depuis quelques années maintenant une certaine importance, du fait de la proximité du Luxembourg, situé à 10 km de là. Ainsi, c’est à partir des années 1990 qu’un flux massif et toujours plus important[réf. nécessaire] de travailleurs frontaliers passe au quotidien par Aumetz.
| Crusnes    | Audun-le-Tiche | Ottange       |
| Errouville | Aumetz         | Rochonvillers |
| Beuvillers | Boulange       | Tressange     |

### La déviation d'Aumetz
La déviation d’Aumetz (de type 2 × 1 voies à gros gabarit) a été ouverte à la circulation fin 2005. Elle prend naissance à l’ouest dans le prolongement de la D 906 pour rejoindre la D 16 vers Audun-le-Tiche et le Luxembourg. Un giratoire a été construit, entre Crusnes et Aumetz, sur la D 952. La déviation, qui apparaît comme une bonne idée à première vue, avait pour principal objectif de désengorger la traversée d’Aumetz, sur le tronçon D 906-D 16. Tronçon emprunté majoritairement par les milliers de travailleurs frontaliers se rendant chaque jour au Luxembourg. Cependant, la création d'un barreau autoroutier A30 (France)-A4 (Luxembourg), la rendrait obsolète.

### Hydrographie

#### Réseau hydrographique
La commune est située dans le bassin versant de la Meuse et le bassin versant du Rhin au sein du bassin Rhin-Meuse. Elle est drainée par le ruisseau Kaelbach.

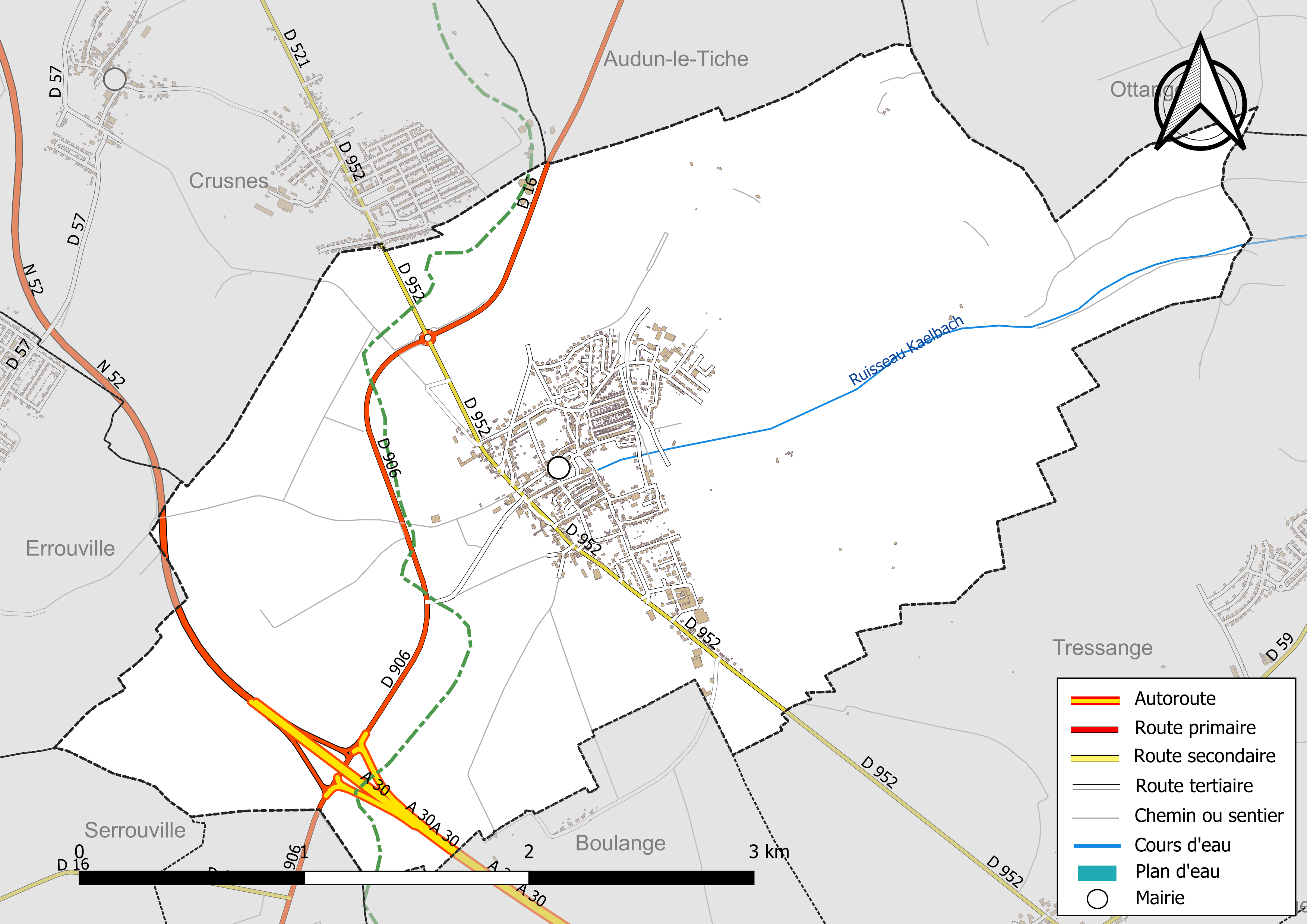
Réseaux hydrographique et routier d'Aumetz.

#### Gestion et qualité des eaux
Le territoire communal est couvert par le schéma d'aménagement et de gestion des eaux (SAGE) « Bassin ferrifère ». Ce document de planification, dont le territoire correspond aux anciennes galeries des mines de fer, des aquifères et des bassins versants associés, d'une superficie de 2 418 km2, a été approuvé le 27 mars 2015. La structure porteuse de l'élaboration et de la mise en œuvre est la région Grand Est. Il définit sur son territoire les objectifs généraux d’utilisation, de mise en valeur et de protection quantitative et qualitative des ressources en eau superficielle et souterraine, en respect des objectifs de qualité définis dans le SDAGE  du Bassin Rhin-Meuse.

### Climat
Pour des articles plus généraux, voir Climat du Grand Est et Climat de la Moselle.
En 2010, le climat de la commune est de type climat de montagne, selon une étude du Centre national de la recherche scientifique s'appuyant sur une série de données couvrant la période 1971-2000. En 2020, Météo-France publie une typologie des climats de la France métropolitaine dans laquelle la commune est exposée à un climat semi-continental et est dans la région climatique Lorraine, plateau de Langres, Morvan, caractérisée par un hiver rude (1,5 °C), des vents modérés et des brouillards fréquents en automne et hiver.
Pour la période 1971-2000, la température annuelle moyenne est de 8,9 °C, avec une amplitude thermique annuelle de 16,4 °C. Le cumul annuel moyen de précipitations est de 900 mm, avec 13 jours de précipitations en janvier et 9,3 jours en juillet. Pour la période 1991-2020, la température moyenne annuelle observée sur la station météorologique de Météo-France la plus proche, « Malancourt », sur la commune d'Amnéville à 23 km à vol d'oiseau, est de 10,2 °C et le cumul annuel moyen de précipitations est de 884,1 mm. 
La température maximale relevée sur cette station est de 39,3 °C, atteinte le 25 juillet 2019 ; la température minimale est de −17,9 °C, atteinte le 5 janvier 1985,,.
Les paramètres climatiques de la commune ont été estimés pour le milieu du siècle (2041-2070) selon différents scénarios d'émission de gaz à effet de serre à partir des nouvelles projections climatiques de référence DRIAS-2020. Ils sont consultables sur un site dédié publié par Météo-France en novembre 2022.

## Urbanisme

### Typologie
Au 1er janvier 2024, Aumetz est catégorisée bourg rural, selon la nouvelle grille communale de densité à sept niveaux définie par l'Insee en 2022.
Elle appartient à l'unité urbaine d'Aumetz, une unité urbaine monocommunale constituant une ville isolée,. Par ailleurs la commune fait partie de l'aire d'attraction de Luxembourg (partie française), dont elle est une commune de la couronne,. Cette aire, qui regroupe 115 communes, est catégorisée dans les aires de 700 000 habitants ou plus (hors Paris),.

### Occupation des sols
L'occupation des sols de la commune, telle qu'elle ressort de la base de données européenne d’occupation biophysique des sols Corine Land Cover (CLC), est marquée par l'importance des territoires agricoles (82,2 % en 2018), une proportion sensiblement équivalente à celle de 1990 (82,4 %). La répartition détaillée en 2018 est la suivante : 
terres arables (82,1 %), forêts (9 %), zones urbanisées (8,8 %), prairies (0,1 %). L'évolution de l’occupation des sols de la commune et de ses infrastructures peut être observée sur les différentes représentations cartographiques du territoire : la carte de Cassini (XVIIIe siècle), la carte d'état-major (1820-1866) et les cartes ou photos aériennes de l'IGN pour la période actuelle (1950 à aujourd'hui).

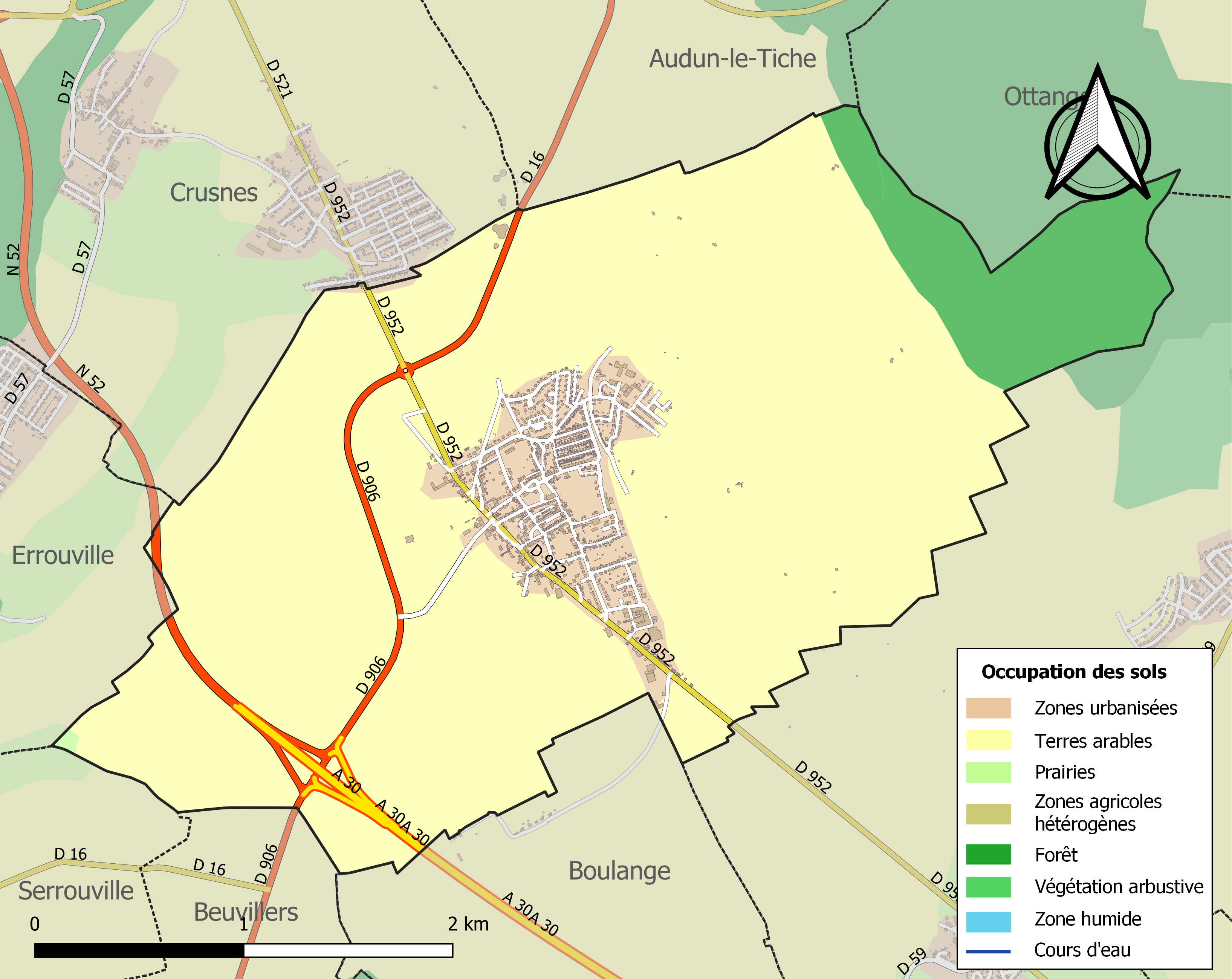
Carte des infrastructures et de l'occupation des sols de la commune en 2018 (CLC).

## Toponymie
- Talmatio ou Tamaltio (636) ; Almas, Almaz et Aimas (933) ; Ames (Xe siècle) ; Amez (1212), Ametz (1265) ; Aulmetz et Ameiz (1275) ; Ameis (1396) ; Almaco (1570) ; Ometz et Hametz (1675).
- Aalmet[16] et Armet[17]  en francique lorrain.

## Histoire
Dépendait de l'ancien duché de Bar, possession de l'abbaye de Gorze.  Paroisse de l'archevêché de Trèves. En 1817, Aumetz, village de l'ancienne province du barrois. À cette époque, il y avait 634 habitants répartis dans 115 maisons.
En 1871, Adolphe Thiers souhaitait donner de l'espace à la place-forte de Belfort, qui devait rester française. Les Allemands, qui n'ignoraient pas la grande valeur minière du sous-sol, acceptèrent à condition de récupérer à leur profit des communes en déplaçant vers l'ouest la frontière prévue lors des préliminaires de paix signés à Versailles le 26 février 1871. Les communes de Rédange, Thil, Villerupt, Aumetz, Boulange, Lommerange, Sainte-Marie-aux-Chênes, Vionville devenaient donc allemandes. Mais Villerupt et Thil restèrent françaises grâce au normand Augustin Pouyer-Quertier, ministre des finances du gouvernement Thiers. La commune voisine, Crusnes, resta française grâce au capitaine Aimé Laussedat, chargé de la délimitation de la nouvelle frontière.
Finalement, Aumetz est annexée à l'Empire allemand de 1871 à 1918. La période est plutôt prospère pour ses habitants (commune rattachée à l'arrondissement de Thionville-Ouest) grâce à l'ouverture d'un puits d'extraction de minerai de fer, qui fonctionna de 1900 à 1983, nommé « Bassompierre », qui employa jusqu'à 800 ouvriers journellement. Sur le site fut ensuite créé l'Écomusée des mines de fer de Lorraine.
La mine d'Aumetz, créée pour l'alimentation de la division de Knutange de l'Usine de La Paix, a la particularité de fournir une minette brune siliceuse particulièrement riche en fer : sa teneur en fer varie entre 39 et 41 % (séchée). Abondante, elle a de plus l'avantage d'être de donner des blocs solides et purs. L'extraction se fait en puits, ce qui permet d'accéder aux 6 types de minette (siliceux rouge, calcaire rouge, calcaire jaune, calcaire gris, brun et noir). Le gisement reçoit de plus relativement peu d'eau d'infiltration. La mine alimente l'usine par un téléphérique à bennes de 10,8 km d'un seul tenant qui a été, à sa construction vers 1900, probablement le plus long du monde.
Lorsque la Première Guerre mondiale éclate, les Mosellans se battent naturellement pour l’Empire allemand. Beaucoup de jeunes gens tombèrent au champ d'honneur sous l’uniforme allemand, sur le Front de l’Est, mais aussi à l’Ouest, en particulier en France et dans les Flandres. Sujets loyaux de l'Empereur, les Mosellans accueillent cependant avec joie la fin des hostilités et la paix, enfin retrouvée. Aumetz redevient française en 1919, après le Traité de Versailles.
La Seconde Guerre mondiale et le drame de l'Annexion marqueront longtemps les esprits. Beaucoup de jeunes gens incorporés de force dans les armées allemandes ne revinrent jamais. La commune ne sera pas épargnée par les bombardements alliés.
En 1940 les installations de surface de la mine "Bassompierre " furent dynamités par l'armée française et reconstruites dès 1941 . La somptueuse église de style néo-gothique fut dynamitée par les Allemands [réf. nécessaire]. Aumetz fut libérée par le 359e R.I de la 90e D.I américaine et redevint française le 13 septembre 1944.

### Canton d'Aumetz
Le canton d'Aumetz a existé de 1790 à 1801 et était composé à partir de l'an III des communes suivantes : Aumetz, Audun-le-Roman, Audun-le-Tiche, Bassompierre, Beuvillers, Boulange, Bure, Crusnes, Errouville, Fontoy, Havange, Malavillers, Rédange, Russange, Serrouville, Thil, Tressange et Villerupt.

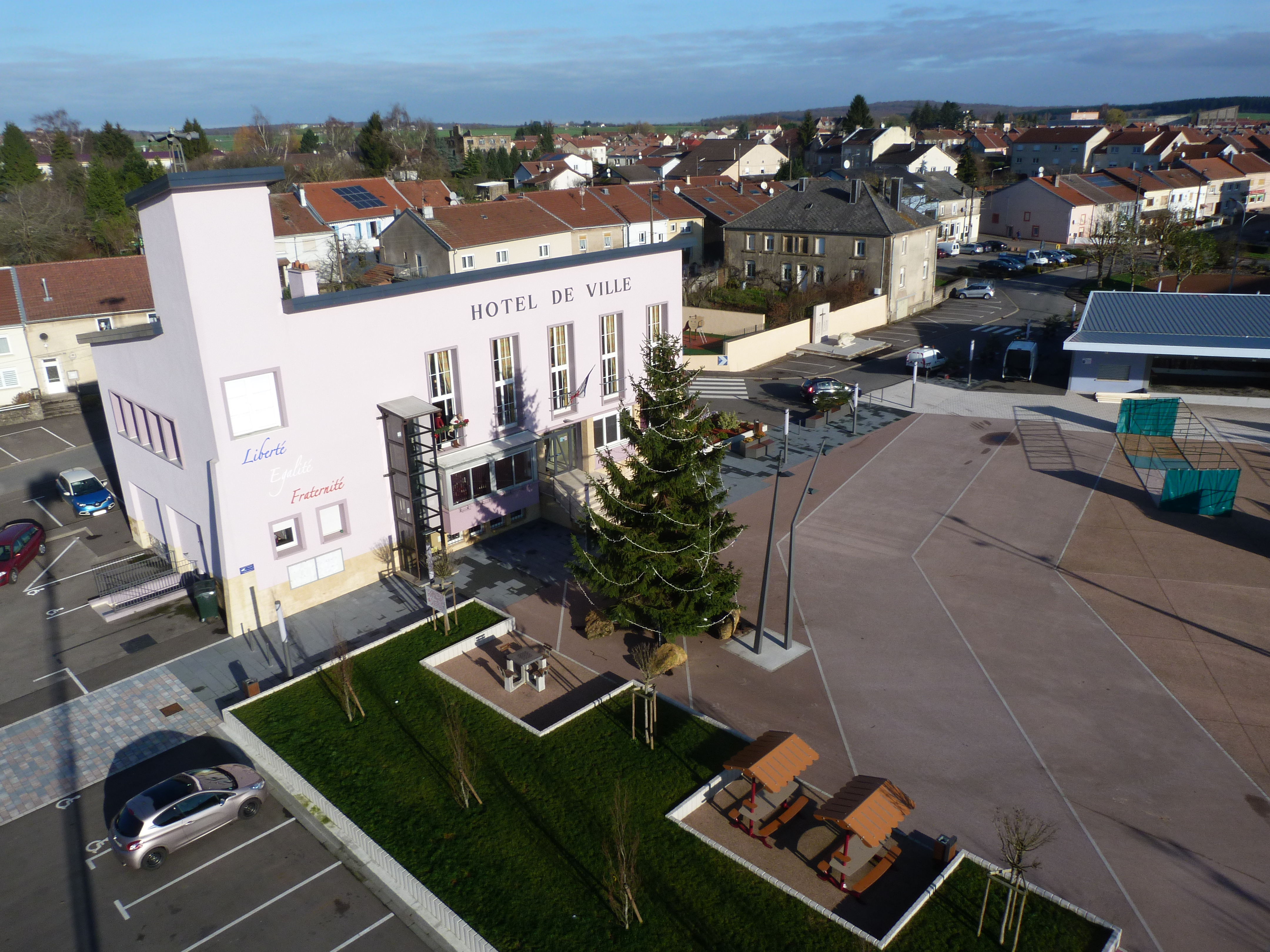
Mairie d'Aumetz.

## Politique et administration
| Période                                  | Période                   | Identité          | Étiquette | Qualité   |
| ---------------------------------------- | ------------------------- | ----------------- | --------- | --------- |
| Les données manquantes sont à compléter. |                           |                   |           |           |
| 1945                                     | mai 1953                  | Étienne Bousser   |           |           |
| mai 1953                                 | mars 1977                 | Fernand Nicolas   |           |           |
| mars 1977                                | mars 1983                 | Tullio Carraro    | PCF       |           |
| mars 1983                                | novembre 2009 (démission) | André Weiler      | PCF       |           |
| novembre 2009                            | En cours                  | Gilles Destremont | App.PCF   | Infirmier |

### Jumelages
- Canton des Trois-Moutiers (France)
- Idrija (Slovénie)

## Démographie
L'évolution du nombre d'habitants est connue à travers les recensements de la population effectués dans la commune depuis 1793. Pour les communes de moins de 10 000 habitants, une enquête de recensement portant sur toute la population est réalisée tous les cinq ans, les populations de référence des années intermédiaires étant quant à elles estimées par interpolation ou extrapolation. Pour la commune, le premier recensement exhaustif entrant dans le cadre du nouveau dispositif a été réalisé en 2006.

En 2022, la commune comptait 2 401 habitants, en évolution de +3,89 % par rapport à 2016 (Moselle : +0,52 %, France hors Mayotte : +2,11 %).
| 1793 | 1800 | 1806 | 1821 | 1836 | 1841 | 1861  | 1866  | 1871 |
| ---- | ---- | ---- | ---- | ---- | ---- | ----- | ----- | ---- |
| 412  | 495  | 567  | 959  | 851  | 898  | 1 128 | 1 068 | 987  |

| 1875 | 1880 | 1885 | 1890 | 1895 | 1900  | 1905  | 1910  | 1921  |
| ---- | ---- | ---- | ---- | ---- | ----- | ----- | ----- | ----- |
| 904  | 844  | 804  | 737  | 787  | 1 474 | 2 415 | 3 118 | 2 029 |

| 1926  | 1931  | 1936  | 1946  | 1954  | 1962  | 1968  | 1975  | 1982  |
| ----- | ----- | ----- | ----- | ----- | ----- | ----- | ----- | ----- |
| 2 269 | 2 454 | 2 154 | 1 862 | 2 266 | 2 722 | 2 465 | 2 375 | 2 183 |

| 1990  | 1999  | 2006  | 2011  | 2016  | 2021  | 2022  | - | - |
| ----- | ----- | ----- | ----- | ----- | ----- | ----- | - | - |
| 2 161 | 2 225 | 2 207 | 2 317 | 2 311 | 2 384 | 2 401 | - | - |

### Enseignement
Aumetz est rattachée à l'académie de Nancy-Metz (zone B). La ville dispose de plusieurs établissements scolaires allant de l'école maternelle au collège.
La commune possède une école maternelle (école Paul-Verlaine) et une école élémentaire (école Marie-Curie). La ville dispose également d'un collège (collège Lionel-Terray) qui accueille les élèves originaires d'Aumetz, Ottange, Nondkeil, Havange, Tressange, Bure et Rochonvillers.

## Enseignement
Aumetz est rattachée à l'académie de Nancy-Metz (zone B). La ville dispose de plusieurs établissements scolaires allant de l'école maternelle au collège.
La commune possède une école maternelle (école Paul-Verlaine) et une école élémentaire (école Marie-Curie). La ville dispose également d'un collège (collège Lionel-Terray) qui accueille les élèves originaires d'Aumetz, Ottange, Nondkeil, Havange, Tressange, Bure et Rochonvillers.

## Culture locale et patrimoine

### Héraldique
| Blason de Aumetz | Blason  | D'azur à deux bars adossés d'or, accompagnés d'un massacre de cerf crucifère du même en chef et d'un fer de lance de gueules mouvant de la pointe. |
| Blason de Aumetz | Détails | Adopté le 30 avril 1960. |

### Lieux et monuments

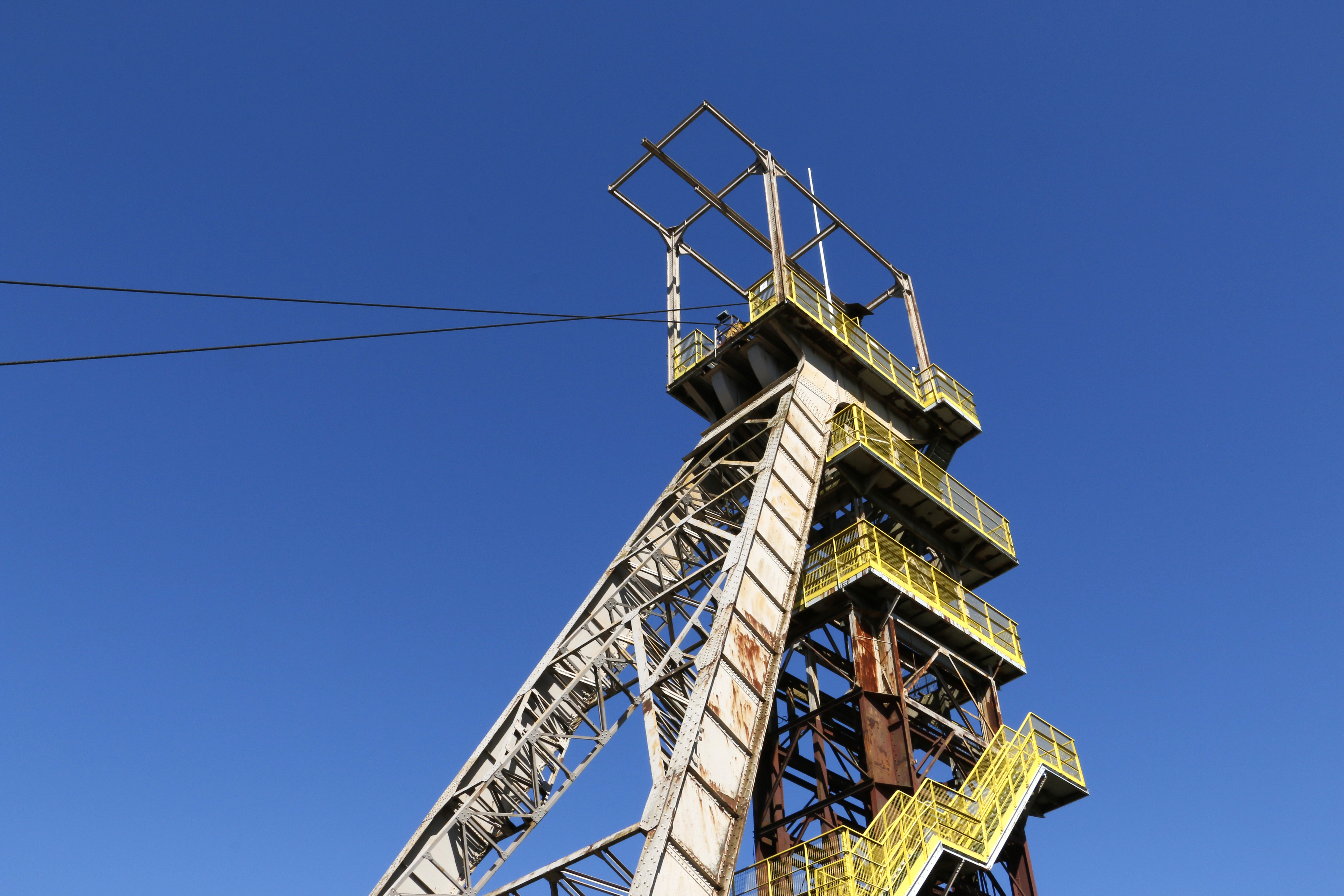
Chevalement de la mine d'Aumetz.

#### Édifices civils

Église Saint-Gorgon d’Aumetz.

- Vestiges gallo-romains (buste de femme).
- Chevalement de l’ancienne mine de fer, qui se dresse tel l’emblème d’Aumetz, perpétuant le souvenir encore vivace d’une époque glorieuse.
- L'écomusée des mines de fer de Lorraine (ouvert de mai à octobre).
- Aumetz est entouré de bunkers et casemates de la ligne Maginot, le plus important étant le petit ouvrage d’Aumetz, complètement en ruines.
- Ancienne mine de fer de Bassompierre : chevalement et bâtiment de la machine d’extraction inscrits au titre des monuments historiques par arrêté du 4 avril 1995[20].

#### Édifices religieux

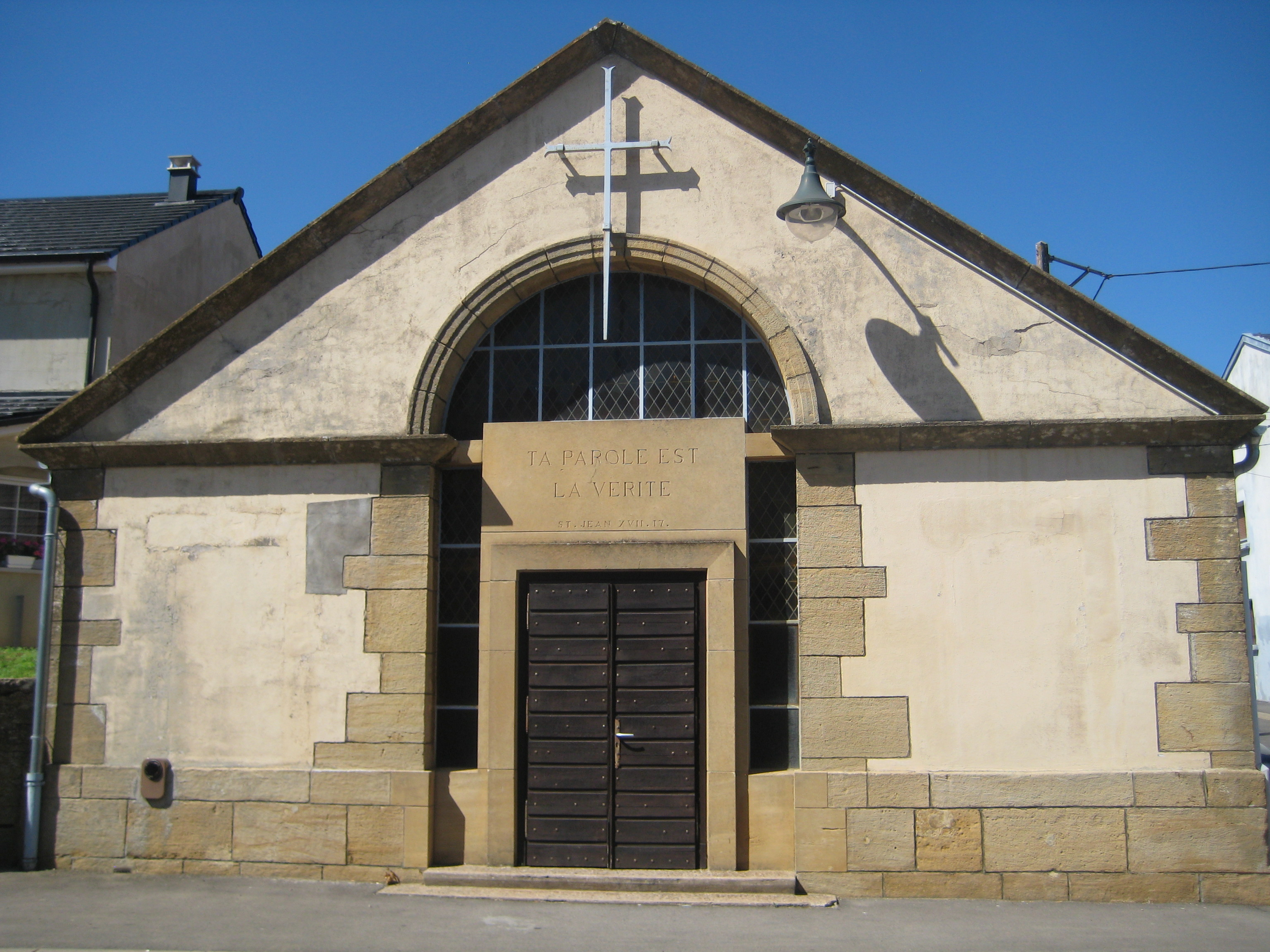
Temple protestant.

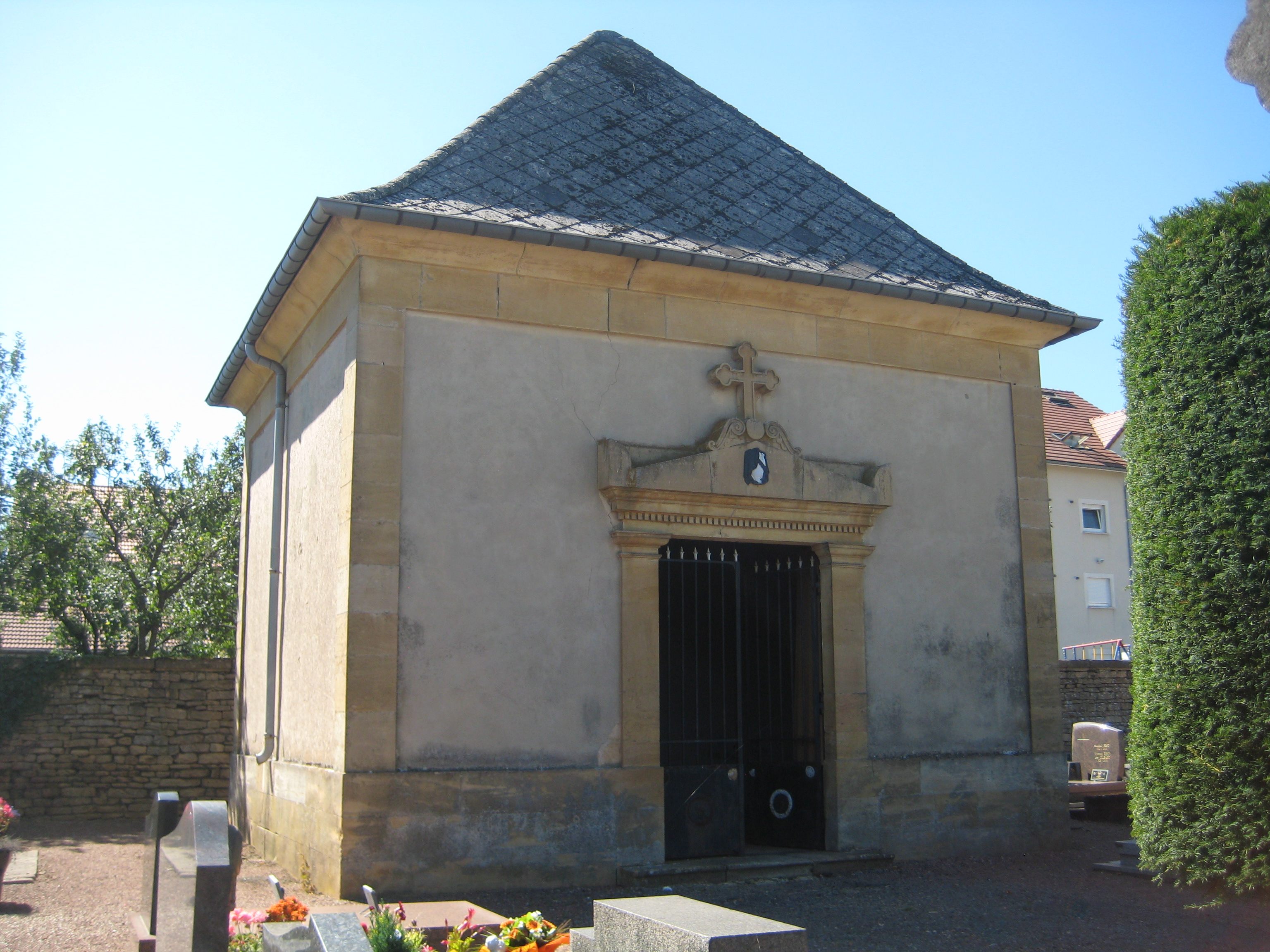
Chapelle du cimetière.

- Église Saint-Gorgon, construite après la guerre, en 1950. Elle offre un style à la fois moderne allié à un certain classicisme. Il est vrai qu’elle a dû succéder à la « cathédrale des Pays-Haut » détruite pendant la dernière guerre. Elle était de style néo-gothique, 1879, elle-même ayant remplacé l’église Saint-Gorgon de 1763.
- Chapelle dans le cimetière.
- Temple protestant réformé, rue de la Fontaine, aménagé dans un lavoir du XIXe siècle aujourd'hui désaffecté.

### Personnalités liées à la commune
- Constant Burg (1924-1998), médecin et biologiste né à Aumetz.